# Euriphene adumbrata
Euriphene adumbrata är en fjärilsart som beskrevs av James John Joicey och Talbot 1928. Euriphene adumbrata ingår i släktet Euriphene och familjen praktfjärilar. Inga underarter finns listade i Catalogue of Life.